# Vendetta indiana
Vendetta indiana (Indische Rache) è un film muto del 1920 diretto da Leo Lasko e Georg Jacoby.

## Produzione
Il film fu prodotto da Paul Davidson per la Projektions-AG Union (PAGU).

## Distribuzione
Distribuito dall'Universum Film (UFA), venne proiettato per la prima volta in pubblica a Berlino il 10 aprile 1920 (o il 21, secondo altre fonti). Il film uscì anche in Finlandia il 25 settembre 1922.